# Paweł Dłużewski
Paweł Krzysztof Dłużewski (ur. 29 września 1953 w Łodzi) – polski artysta kabaretowy, przedsiębiorca i działacz społeczny.

## Życiorys
Debiutował w kabarecie studenckim „Pod Psem”, działającym przy Akademii Wychowania Fizycznego w Warszawie. Od 1988 członek Kabaretu pod Egidą. Występował w wielu programach telewizyjnych, m.in. na antenie TVP2 oraz HBO. Jego specjalnością są parodie znanych postaci życia politycznego, m.in. Lecha Wałęsy i Adama Michnika, a także komentatorów sportowych. Jest również autorem tekstów dla innych artystów estrady, m.in. Cezarego Pazury. Od wielu lat występy sceniczne są dla niego bardziej hobby niż pracą zarobkową – Dłużewski utrzymuje się przede wszystkim z prowadzonej od 1982, obecnie wraz z synami, firmy odzieżowej Cobra Jeans.
Zarówno prywatny dom artysty, jak i siedziba jego firmy, znajdują się w Milanówku, w którego życiu społeczno-kulturalnym aktywnie się udziela. Jest m.in. organizatorem charytatywnego Kabaretonu Milanowskiego, na który udaje mu się ściągać wiele spośród największych gwiazd polskiego kabaretu. Jest również w radzie fundacji „Sport dla Milanówka”.
Od 19 czerwca 2016 do 25 grudnia 2016 współprowadził z Ryszardem Makowskim program Studio YaYo w TVP3 Warszawa.

## Filmografia
- 07 zgłoś się (1984) – cyrkowiec Jan Nowicki, wspólnik Adama w odc. 15